# Meetkundig gemiddelde
Het meetkundig gemiddelde of geometrisch gemiddelde van {\displaystyle n} getallen wordt berekend door de getallen met elkaar te vermenigvuldigen en vervolgens van het product de n-de-machtswortel te nemen. Het meetkundig gemiddelde {\displaystyle m} van de {\displaystyle n} positieve getallen {\displaystyle a_{1},a_{2},\ldots ,a_{n}} is gedefinieerd als:
{\displaystyle m={\sqrt[{n}]{\ a_{1}a_{2}\ldots a_{n}\ }}}.
Voor {\displaystyle n=2} is {\displaystyle m^{2}=a_{1}a_{2}} en gebruikt men voor {\displaystyle m} ook de synoniemen middelevenredige of middenevenredige.

## Voorbeeld
De koers van een aandeel stijgt in het eerste jaar met 10%, dus met een factor 1,1, in het tweede jaar met 20%, met een factor 1,2, en daalt in het derde jaar met 15%, verandert met factor 0,85. Het meetkundig gemiddelde van deze koerswijzigingen is nu:
{\displaystyle {\sqrt[{3}]{\ 1{,}1\cdot 1{,}2\cdot 0{,}85\ }}\approx 1{,}0391}
Dit betekent dat een jaarlijkse koersstijging van 3,91% gedurende drie jaar dezelfde eindkoers zou hebben opgeleverd.

## Negatieve getallen

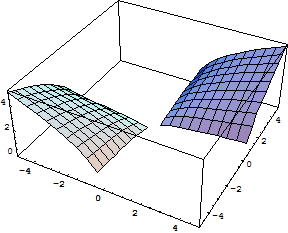
Grafiek van het meetkundig gemiddelde van twee variabelen.

Omdat in de definitie worteltrekken voorkomt, moet men voorzichtig zijn met negatieve getallen. Zo is het meetkundig gemiddelde van twee reële getallen alleen gedefinieerd, te weten een positief reëel getal, als beide getallen hetzelfde teken hebben. Als de twee variabelen een verschillend teken hebben, is het meetkundig gemiddelde niet gedefinieerd. Het meetkundig gemiddelde wordt in praktische toepassingen bijna uitsluitend voor positieve getallen berekend.
Voor positieve getallen is het meetkundig gemiddelde nooit groter dan het rekenkundig gemiddelde en strikt kleiner tenzij alle getallen gelijk zijn. Het meetkundig gemiddelde van positieve getallen ligt tussen het kleinste en het grootste getal ervan.

## Interpretatie
- Het meetkundig gemiddelde zoekt een evenwicht in de verhoudingen tussen getallen, zoals het rekenkundige gemiddelde een evenwicht zoekt in de verschillen. Dit kan nog steeds voor positieve getallen {\displaystyle a_{i}} preciezer als volgt worden geschreven:

De logaritme van het meetkundig gemiddelde is het rekenkundig gemiddelde van de afzonderlijke logaritmen: 
{\displaystyle \ln {\sqrt[{n}]{a_{1}a_{2}\ldots a_{n}}}={\tfrac {1}{n}}\ln {(a_{1}a_{2}\ldots a_{n})}={\tfrac {1}{n}}(\ln a_{1}+\ln a_{2}+\ldots +\ln a_{n})}
- In een meetkundige rij is ieder getal het meetkundig gemiddelde van het vorige en volgende getal.
- Het meetkundig gemiddelde van de getallen {\displaystyle a} en {\displaystyle b} is de maximale waarde van {\displaystyle x} zodat de matrix {\displaystyle {\begin{bmatrix}a&x\\x&b\end{bmatrix}}} positief semidefiniet is, dat wil zeggen dat de determinant {\displaystyle ab-x^{2}} van deze matrix niet negatief is. Dit is het geval dan en slechts dan als {\displaystyle x^{2}\leq ab}.

## Meetkundige constructie

Constructie van het meetkundig gemiddelde van twee positieve getallen

De naam van het meetkundig gemiddelde komt van de volgende constructie voor het gemiddelde van twee positieve getallen {\displaystyle a} en {\displaystyle b}. Teken op de {\displaystyle x}-as twee aansluitende lijnstukken met lengten {\displaystyle a} en {\displaystyle b}, die in het punt {\displaystyle O} samenkomen. Teken de cirkel die de som van beide lijnstukken als diameter heeft. Laat de loodlijn op de {\displaystyle x}-as vanaf het punt {\displaystyle O} de cirkelomtrek snijden in het punt {\displaystyle P}. Dan is de lengte van het lijnstuk {\displaystyle OP} het meetkundig gemiddelde van {\displaystyle a} en {\displaystyle b}. De straal van de cirkel is overigens het rekenkundig gemiddelde van {\displaystyle a} en {\displaystyle b}. Hieruit blijkt grafisch dat het meetkundig gemiddelde van twee getallen niet groter is dan het rekenkundig gemiddelde.
Een andere meetkundige interpretatie van het meetkundig gemiddelde {\displaystyle {\sqrt {\ ab\ }}} is: het is de zijde van het vierkant waarvan de oppervlakte gelijk is aan die van de rechthoek met zijden {\displaystyle a} en {\displaystyle b}.